# Nicrophorus carolinus
Nicrophorus carolinus är en skalbaggsart som först beskrevs av Carl von Linné 1771.  Nicrophorus carolinus ingår i släktet Nicrophorus och familjen asbaggar. Inga underarter finns listade i Catalogue of Life.